# جینجر بنکس
جینجر بنکس (انگلیسی: Ginger Banks؛ زادهٔ ۳۰ مهٔ ۱۹۹۰) بازیگر پورنوگرافی و مدل وبکم اهل ایالات متحده آمریکا است.